# Persone di nome Federico/Calciatori
| Questa pagina contiene informazioni ricavate automaticamente dalle voci biografiche con l'ausilio del template Bio e di un bot. L'aggiornamento è periodico e automatico e ricostruisce completamente la pagina. Se manca una persona in questa lista, sei pregato di non aggiungerla, ma accertati piuttosto che la sua voce biografica contenga il template Bio e che i dati anagrafici siano correttamente compilati. Se il template Bio manca, inseriscilo tu stesso o, in alternativa, metti l'avviso {{tmp\|Bio}} che ne segnala la mancanza. Se i dati riportati sono sbagliati, correggi direttamente la voce biografica; le modifiche saranno visibili in questa lista entro pochi giorni. Per chiarimenti vedi il progetto antroponimi. La lista contiene solo le 137 persone che sono citate nell'enciclopedia e per le quali è stato implementato correttamente il template Bio. Pagina aggiornata al 6 ago 2025. |

Questa è una lista di persone presenti nell'enciclopedia che hanno il nome Federico e sono calciatori.

## A(10)
- Federico Acosta, calciatore uruguaiano (n. 2005)
- Federico Aguirre, calciatore argentino (San Luis, n. 2002)
- Federico Almerares, ex calciatore argentino (Mar del Plata, n. 1985)
- Federico Amenta, ex calciatore italiano (Roma, n. 1979)
- Federico Andrada, calciatore argentino (Vicente López, n. 1994)
- Federico Andrade, calciatore uruguaiano (Montevideo, n. 2000)
- Federico Andueza, calciatore uruguaiano (Juan Lacaze, n. 1997)
- Federico Angiulli, calciatore italiano (Segrate, n. 1992)
- Federico Anselmo, calciatore argentino (n. 1994)
- Federico Azcárate, ex calciatore argentino (Balcarce, n. 1984)

## B(14)
- Federico Baj, calciatore italiano (Bergamo, n. 1909)
- Federico Barba, calciatore italiano (Roma, n. 1993)
- Federico Barrandeguy, calciatore uruguaiano (Ombúes de Lavalle, n. 1996)
- Federico Baschirotto, calciatore italiano (Isola della Scala, n. 1996)
- Federico Bergara, ex calciatore uruguaiano (Montevideo, n. 1971)
- Federico Bernardeschi, calciatore italiano (Carrara, n. 1994)
- Federico Bettoni, ex calciatore italiano (Roma, n. 1972)
- Federico Bikoro, calciatore camerunese (Douala, n. 1996)
- Federico Bilbao, ex calciatore spagnolo (Getxo, n. 1935)
- Federico Bonazzoli, calciatore italiano (Manerbio, n. 1997)
- Federico Bongioanni, ex calciatore argentino (Córdoba, n. 1978)
- Federico Bonini, calciatore italiano (Massa, n. 2001)
- Federico Bravo, calciatore argentino (Jesús María, n. 1993)
- Federico Busini, calciatore italiano (Padova, n. 1901 - Padova, † 1981)

## C(13)
- Federico Capece, ex calciatore argentino (Buenos Aires, n. 1976)
- Federico Caputi, calciatore e allenatore di calcio italiano (Latina, n. 1950 - Latina, † 2025)
- Federico Carrizo, calciatore argentino (Villa Giardino, n. 1991)
- Federico Cartabia, calciatore argentino (Rosario, n. 1993)
- Federico Casarini, calciatore italiano (Carpi, n. 1989)
- Federico Castro, calciatore argentino (Buenos Aires, n. 1992)
- Federico Ceccherini, calciatore italiano (Livorno, n. 1992)
- Federico Chiesa, calciatore italiano (Genova, n. 1997)
- Federico Cossato, ex calciatore italiano (Verona, n. 1972)
- Federico Costa, ex calciatore argentino (Río Cuarto, n. 1988)
- Federico Crescentini, calciatore sammarinese (Città di San Marino, n. 1982 - Acapulco, † 2006)
- Federico Cristóforo, calciatore uruguaiano (Montevideo, n. 1989)
- Federico Crivelli, ex calciatore argentino (Adrogué, n. 1982)

## D(7)
- Federico D'Amato, calciatore italiano
- Federico Dafonte, calciatore uruguaiano (Montevideo, n. 2004)
- Federico Di Francesco, calciatore italiano (Pisa, n. 1994)
- Federico Dimarco, calciatore italiano (Milano, n. 1997)
- Federico Dionisi, calciatore italiano (Rieti, n. 1987)
- Federico Domínguez, calciatore argentino (Villa María, n. 1991)
- Federico Domínguez, ex calciatore argentino (Lanús, n. 1976)

## E(2)
- Federico Edwards, calciatore argentino (Santa Fe, n. 1931 - † 2016)
- Federico Elduayen, ex calciatore uruguaiano (Fray Bentos, n. 1977)

## F(8)
- Federico Falcone, ex calciatore argentino (Rosario, n. 1990)
- Federico Fatecchi, calciatore argentino (Campana, n. 1912)
- Federico Fattori, calciatore argentino (Buenos Aires, n. 1992)
- Federico Fazio, ex calciatore argentino (Buenos Aires, n. 1987)
- Federico Fernández, ex calciatore argentino (Tres Algarrobos, n. 1989)
- Federico Freire, calciatore argentino (Buenos Aires, n. 1990)
- Federico Frigerio, calciatore italiano (Montichiari, n. 1958 - Montichiari, † 2020)
- Federico Furlan, calciatore italiano (Montebelluna, n. 1990)

## G(9)
- Federico Gallego, calciatore uruguaiano (Montevideo, n. 1990)
- Federico Gasperoni, ex calciatore sammarinese (Città di San Marino, n. 1976)
- Federico Gatti, calciatore italiano (Rivoli, n. 1998)
- Federico Gattoni, calciatore argentino (Buenos Aires, n. 1999)
- Federico Gerardi, calciatore italiano (Pordenone, n. 1987)
- Federico Gino, calciatore uruguaiano (Melo, n. 1993)
- Federico Giraudo, calciatore italiano (Cuneo, n. 1998)
- Federico Girotti, calciatore argentino (Acassuso, n. 1999)
- Federico González, calciatore argentino (Colón, n. 1987)

## J(2)
- Federico Jourdan, calciatore argentino (Santa Fe, n. 1991)
- Federico Justiniano, ex calciatore boliviano (Montero, n. 1964)

## L(7)
- Federico Laens, ex calciatore uruguaiano (Montevideo, n. 1988)
- Federico Landi, calciatore italiano (Massa, n. 1911)
- Federico Lanzillota, calciatore argentino (Villa Luzuriaga, n. 1992)
- Federico Laurito, ex calciatore argentino (Rosario, n. 1990)
- Federico León, ex calciatore argentino (Resistencia, n. 1984)
- Federico Lussenhoff, ex calciatore argentino (Venado Tuerto, n. 1974)
- Federico Lértora, calciatore argentino (Mercedes, n. 1990)

## M(13)
- Federico Macheda, calciatore italiano (Roma, n. 1991)
- Federico Mancinelli, ex calciatore argentino (Bahía Blanca, n. 1982)
- Federico Mancuello, calciatore argentino (Reconquista, n. 1989)
- Federico Marchetti, calciatore italiano (Bassano del Grappa, n. 1983)
- Federico Martorell, ex calciatore argentino (Rosario, n. 1981)
- Federico Martínez, calciatore uruguaiano (Montevideo, n. 1996)
- Federico Mattiello, calciatore italiano (Barga, n. 1995)
- Federico Medina, calciatore argentino (Lomas de Zamora, n. 2004)
- Federico Melchiorri, calciatore italiano (Treia, n. 1987)
- Federico Milo, calciatore argentino (Quilmes, n. 1992)
- Federico Moretti, ex calciatore italiano (Genova, n. 1988)
- Federico Moroni, ex calciatore sammarinese (San Marino, n. 1976)
- Federico Munerati, calciatore e allenatore di calcio italiano (La Spezia, n. 1901 - Chiavari, † 1980)

## N(5)
- Federico Nanni, ex calciatore sammarinese (San Marino, n. 1981)
- Federico Navarro, calciatore argentino (Frontera, n. 2000)
- Federico Nieto, ex calciatore argentino (Buenos Aires, n. 1983)
- Luciano Nieto, calciatore argentino (Tapiales, n. 1991)
- Federico Nguema, calciatore equatoguineano (Malabo, n. 1997)

## P(12)
- Federico Palacios Martínez, calciatore tedesco (Hannover, n. 1995)
- Federico Paradela, calciatore argentino (Quiroga, n. 2001)
- Federico Pereyra, calciatore argentino (Río Cuarto, n. 1989)
- Federico Pérez, ex calciatore uruguaiano (Montevideo, n. 1986)
- Federico Piovaccari, calciatore italiano (Gallarate, n. 1984)
- Federico Pisani, calciatore italiano (Castelnuovo di Garfagnana, n. 1974 - Milano, † 1997)
- Federico Pistone, ex calciatore argentino (Bragado, n. 1990)
- Federico Pizarro, calciatore argentino (Buenos Aires, n. 1927 - Buenos Aires, † 2003)
- Federico Platero, calciatore uruguaiano (Montevideo, n. 1991)
- Federico Proia, calciatore italiano (Roma, n. 1996)
- Federico Puente, calciatore uruguaiano (Montevideo, n. 1995)
- Federico Páez Martín, ex calciatore spagnolo (Las Palmas de Gran Canaria, n. 1948)

## R(10)
- Federico Rasic, calciatore argentino (Mar del Plata, n. 1992)
- Federico Rasmussen, calciatore argentino (Coronel Dorrego, n. 1992)
- Federico Ravaglia, calciatore italiano (Bologna, n. 1999)
- Federico Redondo, calciatore spagnolo (Madrid, n. 2003)
- Federico Ricca, calciatore uruguaiano (Tarariras, n. 1994)
- Federico Ricci, calciatore italiano (Roma, n. 1994)
- Federico Righi, ex calciatore italiano (Legnano, n. 1951)
- Federico Rizzi, ex calciatore italiano (Cremona, n. 1981)
- Federico Rodríguez, calciatore uruguaiano (Montevideo, n. 1991)
- Federico Roncarolo, calciatore italiano (Vercelli, n. 1914 - Vercelli, † 1986)

## S(5)
- Federico Sacchi, calciatore argentino (Rosario, n. 1936 - † 2023)
- Fede San Emeterio, calciatore spagnolo (Mazcuerras, n. 1997)
- Federico Santander, calciatore paraguaiano (San Lorenzo, n. 1991)
- Federico Scoppa, calciatore argentino (San Nicolás de los Arroyos, n. 1987)
- Federico Smanio, ex calciatore italiano (Cologna Veneta, n. 1973)

## T(3)
- Federico Taborda, calciatore argentino (Pergamino, n. 1988)
- Federico Tello, calciatore argentino
- Federico Turienzo, ex calciatore argentino (La Plata, n. 1983)

## V(12)
- Federico Vairo, calciatore argentino (Rosario, n. 1930 - Buenos Aires, † 2010)
- Federico Valentini, ex calciatore sammarinese (Città di San Marino, n. 1982)
- Federico Valverde, calciatore uruguaiano (Montevideo, n. 1998)
- Federico Varela, calciatore argentino (Buenos Aires, n. 1997)
- Federico Vega, calciatore argentino (Don Torcuato, n. 1993)
- Federico Vera, calciatore argentino (Santa Fe, n. 1998)
- Fede Vico, calciatore spagnolo (Cordova, n. 1994)
- Federico Vilar, ex calciatore argentino (Buenos Aires, n. 1977)
- Federico Vismara, ex calciatore argentino (Carcarañá, n. 1983)
- Federico Viviani, calciatore italiano (Lecco, n. 1992)
- Federico Viñas, calciatore uruguaiano (Montevideo, n. 1998)
- Federico Vázquez, calciatore argentino (San Martín, n. 1993)

## W(1)
- Federico Wilde, calciatore argentino (Santa Fe, n. 1912)

## Z(3)
- Federico Zanolla, calciatore italiano (Monfalcone, n. 1924 - Gorizia, † 2018)
- Matías Zaracho, calciatore argentino (Wilde, n. 1998)
- Federico Zuccon, calciatore italiano (Genova, n. 2003)

## Á(1)
- Federico Álvarez, calciatore argentino (Córdoba, n. 1994)